# Geokichla dumasi
El zorzal de Buru (Geokichla dumasi) es una especie de ave paseriforme de la familia Turdidae endémica de la isla de Buru, en Indonesia. Tradicionalmente se incluía en esta especie al zorzal de Seram y conjuntamente se denominaba a la especie zorzal moluqueño, pero ahora se consideran dos especies separadas.

## Distribución y hábitat
Se encuentra únicamente en las selvas tropicales de las montañas de la isla de Buru, en el oeste del archipiélago de las Molucas. Está amenazado por la pérdida de hábitat.